# Montefalcione

Montefalcione es uno de los 119 municipios o comunas ("comune" en italiano) de la provincia de Avellino, en la región de Campania. Con cerca de 3.445 habitantes, según el censo de 2005, se extiende por una área de 15,15 km², teniendo una densidad de población de 227,39 hab/km². Linda con los municipios de Candida, Lapio, Montemiletto, Parolise, y Pratola Serra.

## Demografía
| Gráfica de evolución demográfica de Montefalcione entre 1861 y 2001 |
|                                                                     |
| Fuente ISTAT - elaboración gráfica de Wikipedia                     |

- Datos: Q55057
- Multimedia: Montefalcione / Q55057

1. ↑  Worldpostalcodes.org, código postal n.º 83030.
2. ↑  «Codici Catastali». Comuni-italiani.it (en italiano). Consultado el 29 de abril de 2017.